# Monte Carlo Open 1970
Il Monte Carlo Open 1970 è stato un torneo di tennis giocato sulla terra rossa. 
È stata la 63ª edizione del Monte Carlo Open, che fa parte del Pepsi-Cola Grand Prix 1970.
Si è giocato al Monte Carlo Country Club di Roquebrune-Cap-Martin in Francia vicino a Monte Carlo,
dal 13 al 19 aprile 1970.

## Campioni

### Singolare
Željko Franulović ha battuto in finale   Manuel Orantes con il punteggio di 6–4, 6–3, 6–3.

### Doppio
Marty Riessen /  Roger Taylor hanno battuto in finale  Pierre Barthes /  Nikola Pilić con il punteggio di 6–3, 6–4, 6–2.